# Alicia Rio
Alicia Rio   (Ciutat de Mèxic, 16 de febrer de 1966 - Califòrnia, 17 de gener de 2022) va ser una actriu pornogràfica mexicana i estatunidenca. Després de realitzar més de dos centenars pel·lícules en curt temps, Rio va tenir temps difícils i va haver de deixar la indústria del porno a la fi de 1994. Va continuar treballant com stripper i ballarina i es trobava en una relació amb Lacy Lee. Contribuïa regularment amb Beverly Hills Outlook, una revista quinzenal d'art i cultura al sud de Califòrnia, on feia comentaris amb pel·lícules per a adults.

## Premis
- 1995 Premis FOXE Favorita dels Afeccionats.[2]
- 1996 Premis FOXE Favorita dels Afeccionats.[2]
- 2004 Passeig de la Fama d'AVN.[4]
- 2005 Premi Free Speech Coalition Premi a la seva Carrera Professional.[5]